# Hervé Touré
Hervé Touré (Lyon, Francia, 25 de febrero de 1982) es un baloncestista francés. Mide 2,04 de estatura y juega en la posición de ala-pívot.

## Trayectoria
Surgido de la cantera del ASVEL Villeurbanne, hizo su debut con el equipo profesional en noviembre de 2001. Permaneció allí hasta abril de 2005, siendo enviado por su club al Spirou Charleroi. 
Tras quedar libre, emprendió una carrera como baloncestista profesional en diversos clubes de Italia y España, actuando siempre en la primera división de cada país. En marzo de 2012 fue repatriado por el Pau Orthez para jugar el tramo final de la temporada 2011-12 e intentar infructuosamente salvar a su equipo del descenso.
La siguiente temporada, la 2012-13, la disputó con el SLUC Nancy. Tras esa experiencia, Touré jugaría un año y medio más en la máxima categoría del baloncesto francés, pasando por las filas del Élan Sportif Chalonnais, del Paris-Levallois y del JL Bourg Basket.
Sin ofertas en Europa, Touré tomó la decisión de jugar en Asia. Así fue que jugó en el Pemina Isfahan y en el Chemidor Tehran de Irán, además de haber actuado con el Sagesse BC de Líbano.
En enero de 2017 el Assigeco Piacenza, un equipo de la Serie A2 de Italia, anunció la contratación de Touré; empero el fichaje nunca se completó, y por ende el francés no pudo retornar a Europa. En su lugar, Touré terminó incorporándose al mes siguiente al Estudiantes Concordia de la Liga Nacional de Básquet de Argentina. Jugó sólo 6 partidos, antes de ser sustituido por Jordan Glynn.
Touré permaneció en Sudamérica, jugando para el equipo venezolano de Guaros de Lara, tanto a nivel nacional como a nivel continental (fue parte del plantel campeón de la Liga Sudamericana de Clubes 2017). 
A fines de marzo de 2019 volvió a jugar profesionalmente en su país, pero esta vez en el club GET Vosges de la Nationale Masculine 1, la tercera división nacional.
Entre junio de 2019 y julio de 2022, Touré compitió en torneos de baloncesto 3x3, incluyendo el Tour Mundial de Baloncesto 3x3 de 2019 como parte del equipo Lyon. Fue también creador y capitán de The Beasts Lyon junto con el marfileño Kodjo Emmanuel Botto. 
En 2023 volvió a jugar de formar competitiva al baloncesto 5x5 como parte del AS Andéolaise, un equipo enrolado en la Ligue Auvergne-Rhône-Alpes, un campeonato regional francés.

## Selección nacional
Touré jugó el 3x3 National Teams Tournament de 2021 con la selección de baloncesto 3x3 de Francia.

## Vida privada
Touré ha publicado dos libros: la novela satírica Splendeurs et misères d’un téléphage y el ensayo Médias, la croisade, sobre Internet y el futuro de la sociedad. Es también creador de una aplicación móvil para promover la vida saludable.
Tiene un diploma universitario en tecnología y técnicas de comercialización.